# David Ojabo
David Ojabo (Port Harcourt, 17 marzo 2000) è un giocatore di football americano nigeriano che milita nel ruolo di outside linebacker per i Baltimore Ravens della National Football League (NFL).

## Carriera

### Baltimore Ravens
Al college Ojabo giocò a football a Michigan dal 2019 al 2021. Fu scelto nel corso del secondo giro (45º assoluto) nel Draft NFL 2022 dai Baltimore Ravens. Fu inserito in lista infortunati il 31 agosto 2022 a causa di un infortunio al tendine d'Achille subito a marzo. Tornò nel roster attivo il 1º novembre. Nella sua stagione da rookie disputò 2 partite, con un tackle e un fumble forzato.